# Barrington (Nova Scotia)
Barrington ist eine kanadische Region (englisch municipal district) im westlichen Teil von Shelburne County, Nova Scotia.
Sie ist der südlichste Teil der Provinz und umfasst auch Cape Sable Island, die Grenze zwischen dem Golf von Maine und dem Nordatlantik. 
Laut der Volkszählung von 2016 hat Barrington 6646 Einwohner. 2011 betrug die Einwohnerzahl 6994.

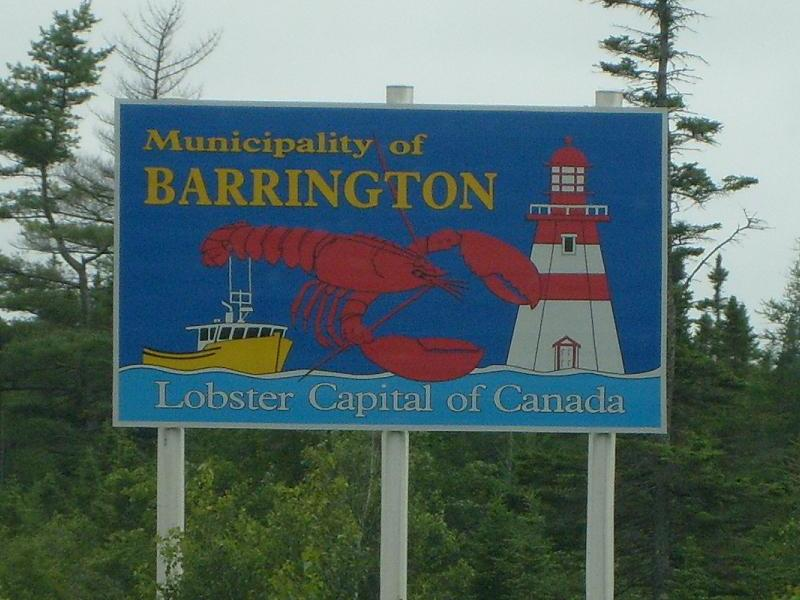
Barrington: Kanadas Hummer Hauptstadt